# Sjećaš li se Dolly Bell
Sjećaš li se Dolly Bell? (en serbocroat Te'n recordes de Dolly Bell) és una pel·lícula iugoslava de 1981 dirigida per Emir Kusturica, que va suposar el seu debut com a director, amb un guió basat en el relat del bosnià Abdulah Sidran. La pel·lícula mostra els primers signes de l'elegància estilística que Kusturica desplegaria amb eficàcia en obres posteriors. La cinta va ser la candidata iugoslava a millor pel·lícula estrangera en la gala dels Premis Oscar de 1981, però finalment no va ser acceptada com nominada.

## Argument
Ambientada a principis dels anys 1960 a l'estiu en un dels barris de Sarajevo, la trama segueix la sort d'un nen de l'escola sobrenomenat Dino (Slavko Štimac). Simultàniament és captivat per una vida que parpelleja davant els seus ulls i oïdes entre el cinema i un club local (on, entre altres coses, veu la Europa di notte de Alessandro Blasetti i escolta "24 Mila Baci" de Adriano Celentano), Dino s'endinsa en un submon habitat per pinxos locals i delinqüents d'estar per casa. No obstant això, quan és recompensat a través d'un enllaç per a proporcionar un amagatall a la prostituta "Dolly Bell" (Ljiljana Blagojević), el seu món canvia i s'enamora d'ella.

## Repartiment
- Slavko Štimac - Dino
- Slobodan Aligrudić - Padre
- Ljiljana Blagojević - Dolly Bell
- Mira Banjac - Madre
- Pavle Vujisić - Tío
- Nada Pani - Tía
- Boro Stjepanović - Cvikeraš
- Žika Ristić - Čiča
- Jasmin Celo
- Mirsad Zulić
- Ismet Delahmet
- Jovanka Paripović
- Mahir Imamović
- Zakira Stjepanović
- Tomislav Gelić
- Sanela Spahović
- Fahrudin Ahmetbegović
- Samir Ruznić
- Dragan Suvak
- Aleksandar Zurovac

## Sobre la pel·lícula
Aquesta pel·lícula es va rodar originalment per a la televisió iugoslava. Aquesta és la primera pel·lícula on els actors no parlen el serbocroat oficial, sinó la "llengua del poble", la de Sarajevo.
El nom de Dolly Bell fa al·lusió a una stripper del Crazy Horse a la pel·lícula Europa di notte (1959) del director italià Alessandro Blasetti. També la veiem a les pel·lícules Gala de Jean-Daniel Pollet i Les Bonnes femmes de Claude Chabrol.
Emir Kusturica estava a l'exèrcit en el moment del Festival de Venècia, on es va presentar per primera vegada. Els seus superiors militars li van concedir un permís especial de 24 hores per abandonar Iugoslàvia per rebre el seu premi a Venècia.

## Premis
A la 38a Mostra Internacional de Cinema de Venècia va guanyar el premi a la millor opera prima i el premi FIPRESCI. També va guanyar el premi de la crítica a la Mostra Internacional de Cinema de São Paulo.